# Pišče
Pišče är ett samhälle i Montenegro. Det ligger i den nordvästra delen av landet, 80 km norr om huvudstaden Podgorica. Pišče ligger 1 390 meter över havet och antalet invånare är 147.
Terrängen runt Pišče är huvudsakligen kuperad, men söderut är den bergig. Terrängen runt Pišče sluttar västerut. Runt Pišče är det ganska glesbefolkat, med 48 invånare per kvadratkilometer. Närmaste större samhälle är Plužine, 5,4 km väster om Pišče. Trakten runt Pišče består till största delen av jordbruksmark.